# پولنای
پولنای (به فرانسوی: Paulnay) یک کمون در فرانسه است که در اندر واقع شده‌است. پولنای ۳۸٫۴۸ کیلومتر مربع مساحت و ۳۵۷ نفر جمعیت دارد و ۱۲۰ متر بالاتر از سطح دریا واقع شده‌است.